# Купол

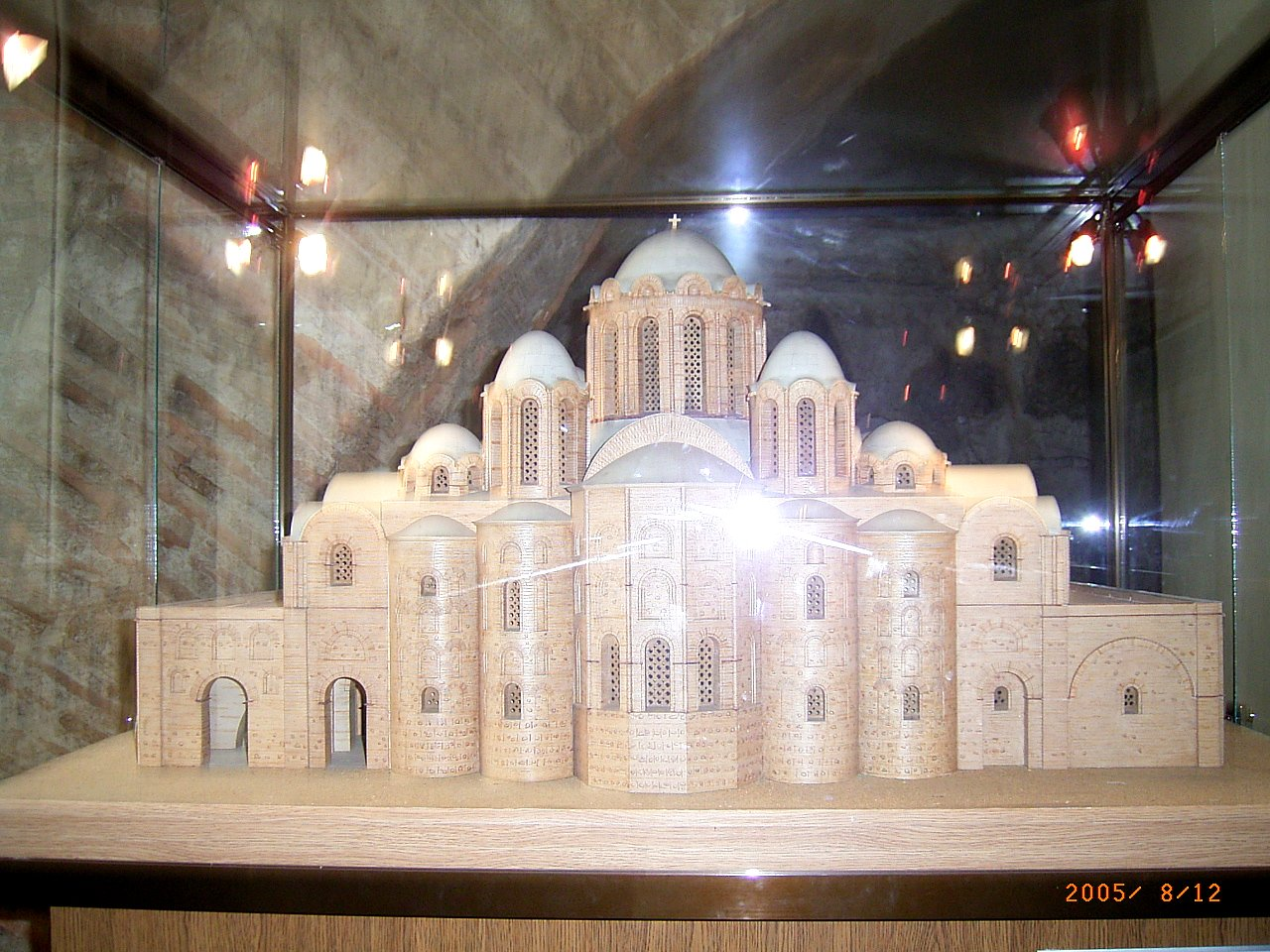
Куполи Софійського собору у Києві (реконструкція, макет)

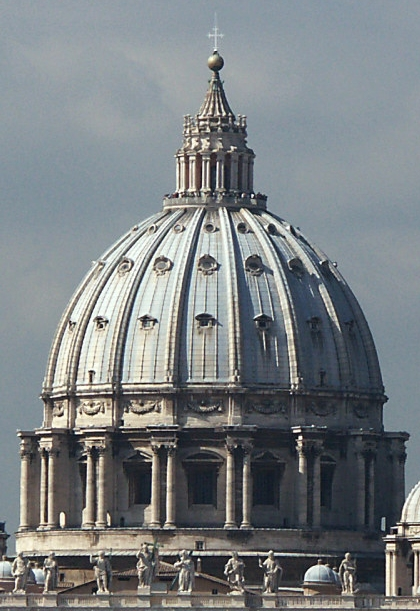
Купол базиліки Святого Петра у Ватикані (діаметр купола — 42,34 м, висота — 43,2 м

Ку́пол (італ. cupola — купол, склепіння, від лат. cupula, зменшувальне від лат. cupa — бочка) — просторова тримальна конструкція у вигляді опуклого покриття круглої, еліптичної, квадратної або многокутної в плані споруди.
Для створення куполів найчастіше використовують цеглу та камінь. З розвитком металургії при будівництві куполів стали використовувати сталь або залізобетон. З середини часто здається, що внутрішній простір значно більший за рахунок введення додаткових горизонтальних смуг, панелей, прикрашених живописом або скульптурою. Його інтер'єр іноді заповнюють вікна, що розташовані прямо в чаші, барабан або через ліхтар — надбудова у вигляді вежі вінчає купол. Куполи використовують у будівлях й архітектурі від античності до сучасності.
Можна розглядати штучні (архітектура тощо), природні (геологія тощо), математичні купольні поверхні. Також купол широко використовують в образній мові в переносному значенні: купол (склепіння) неба, лісу.

## Історія

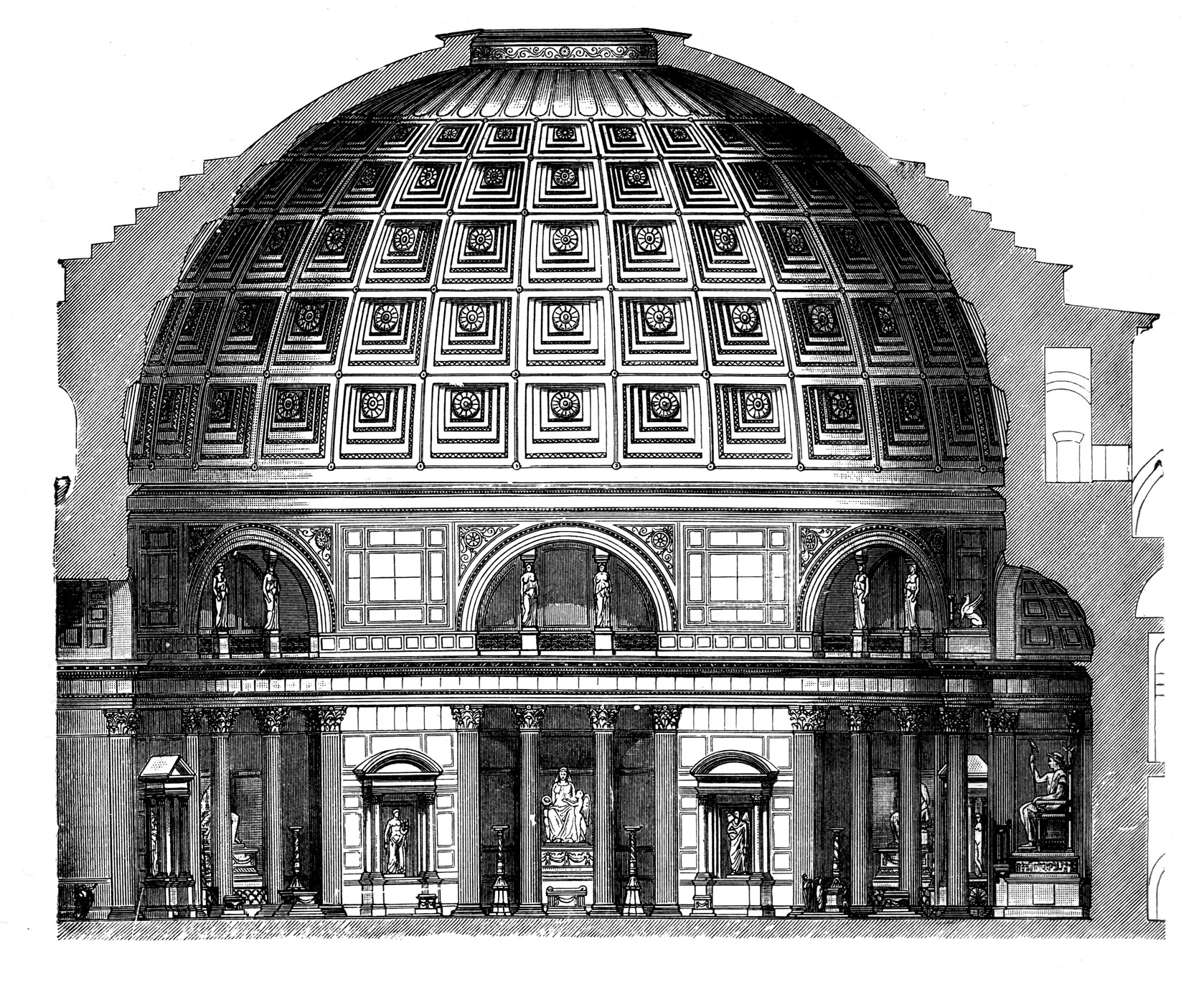
Переріз куполу храму Пантеон у Римі (діаметр купола — 43,4 м, висота — 43 м)

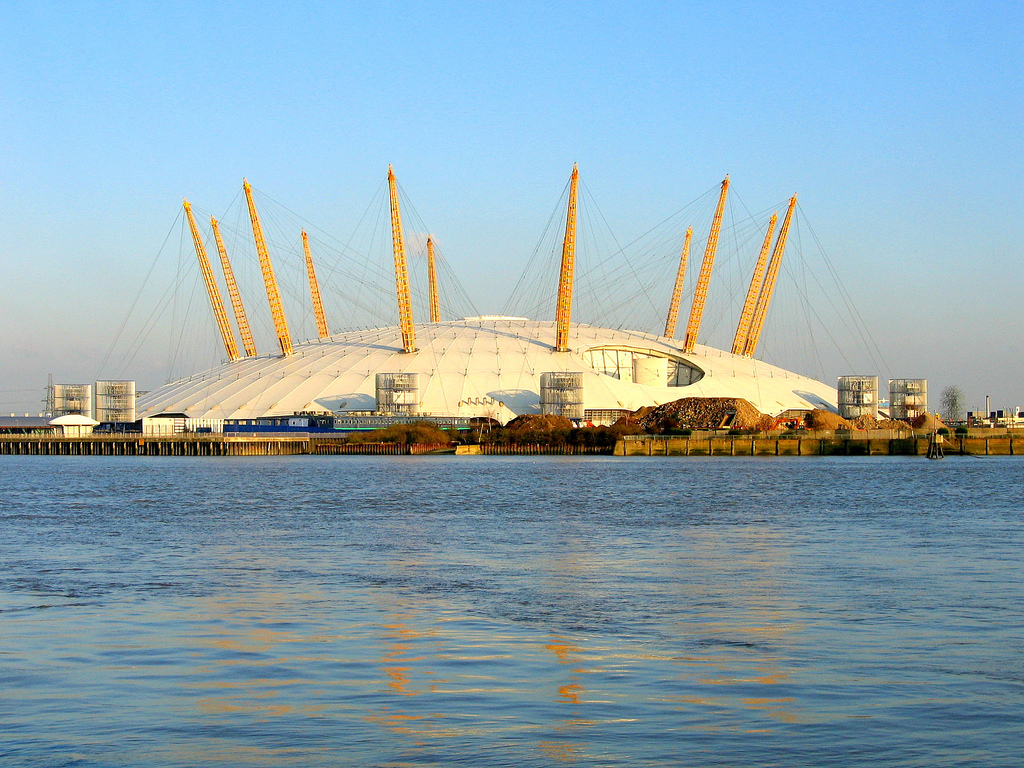
Купол тисячоліття О2 Арени у Гринвічі (Великий Лондон) діаметром 365 м, заввишки 52 м.

Історія куполів почалася ще в доісторичні часи, але технологічно складні та великі куполи стали будувати під час римської архітектурної революції, коли куполи стали використовувати при будівництві храмів і великих громадських споруд. Вважається, що найдавніший купол з нині існуючих розташований в римському Пантеоні, зведеному приблизно в 128 році нашої ери. Використання купола, однак, відбувалось рідко в Стародавній Греції. З розширенням використання прямокутних форм, цей тип даху описаний в похоронній архітектурі, зокрема давньогрецьких толосах.
Відкрита 1879 року Генріхом Шліманом Скарбниця Атрея в Мікенах споруджена близько 1250 року до н. е. В Іспанії в муніципалітеті Антекера (провінція Малага) збереглася одна з мегалітичних пам'яток цього періоду — Дольмен (гробниця) Ель Ромераль, побудована близько 1800 до н. е.
Пізніше в Римській імперії почали зводити купольні споруди, наприклад, на найбільших курортах з гарячими джерелами і в римських палацах, вони мали куполи, що виконували функцію перекриття. Пізніше традицію куполобудування перейняла візантійська християнська релігія та культова архітектура. Кульмінацією цього періоду стало застосування революційної вітрильної технології при зведенні Софійського собору у Константинополі. Після завоювання мусульманами імперії Сасанідів і візантійського Близького Сходу, купол став також частиною мусульманської архітектури.
У Західній Європі куполи знову набули популярності в епоху Ренесансу, і досягли розквіту на початку XVIII століття в архітектурі бароко.
Відтворюючи традиції римської архітектури, в XIX столітті куполи почали використовувати при зведенні державних будівель. У будівництві будинків куполи використовували рідко, у період бароко вони слугували атрибутом лише найбільших будівель і палаців. При спорудженні куполів почали виконувати металеві каркаси, залізобетон, засклення.
В останнє століття з розвитком технологій будівництва та появою нових матеріалів, у першу чергу полімерних, архітектори почали проєктувати ще різноманітніші форми купольних перекриттів (наприклад, геодезичні куполи Р. Фуллера чи «купол тисячоліття» O2 Арени у Гринвічі). Куполи стали поширеними при будівництві оранжерейних, спортивних та видовищних споруд.

## Конструктивна схема купола
За конструкцією купол — це розпірна система, що має у своєму складі, зазвичай, три основних конструктивних елементи:
- нижнє опорне кільце;
- оболонку;
- верхнє опорне кільце.

Розпірні зусилля, що виникають в конструкції купола сприймаються нижнім опорним кільцем, внаслідок чого в ньому можуть виникати зусилля розтягування, згинальні і крутні моменти. Опорне кільце проєктують у плані криволінійним у вигляді кола, еліпса або ж воно має форму правильного многокутника з жорстким або шарнірним сполученням в кутах. Нижнє опорне кільце вільно кладуть на опори і воно повинно фіксуватись від горизонтального зміщення. Через особливості напруженого стану нижнє опорне кільце виконують переважно з металу або залізобетону.
Оболонка купола може бути гладкою, складатись з плит (пластин) з ребрами, розташованими у меридіональному і кільцевому напрямах, або складатись із стержневих елементів з наступним покриттям різними типами прогонів або плит.
Верхнє опорне кільце зазнає зусиль стиснення. Простір всередині опорного кільця використовують для розташування світлового чи світлоаераційного ліхтаря. У гладких куполах-оболонках верхнє опорне кільце може бути відсутнім.

## Види куполів

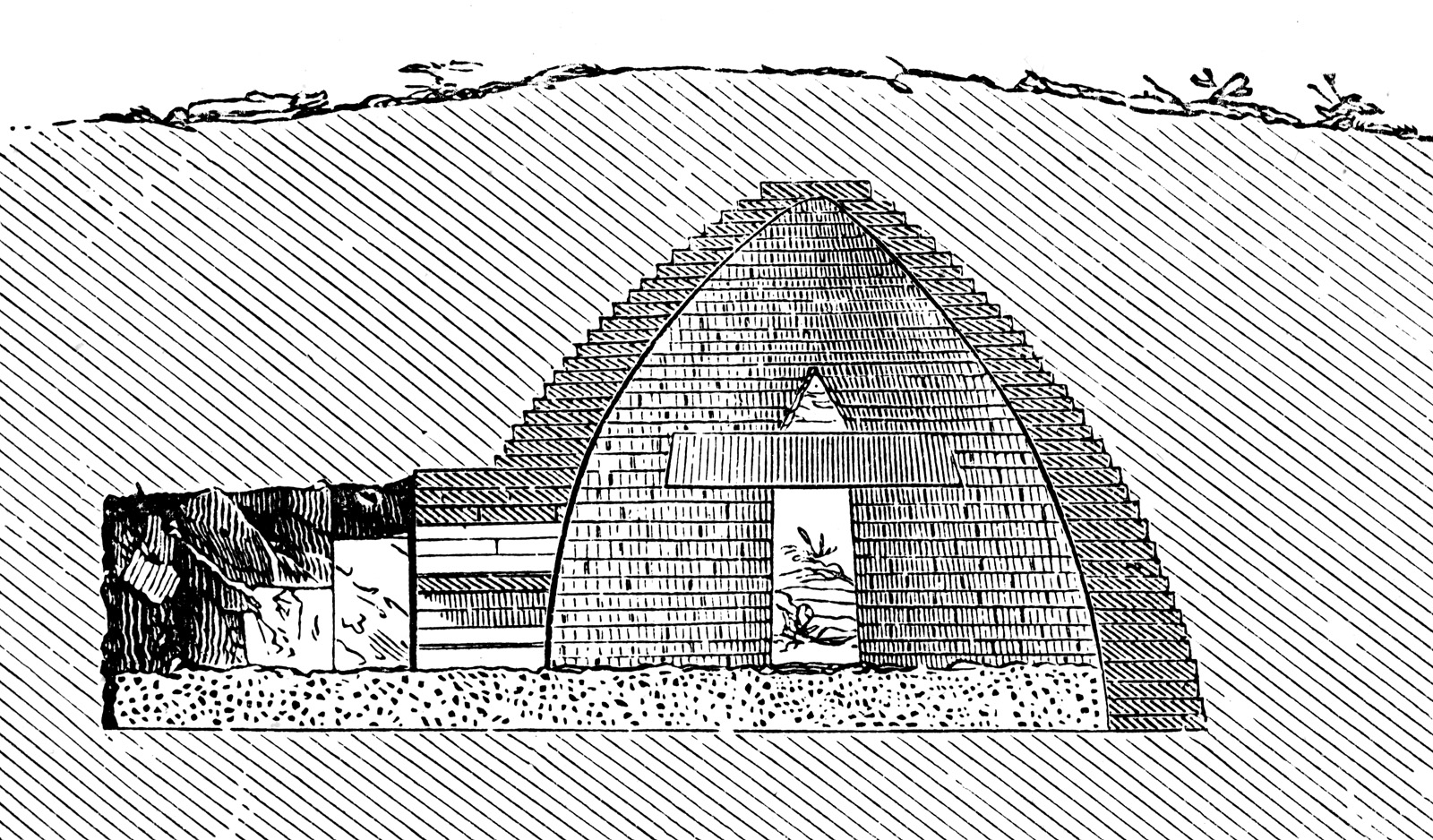
Поясний купол скарбниці Атрея у розрізі

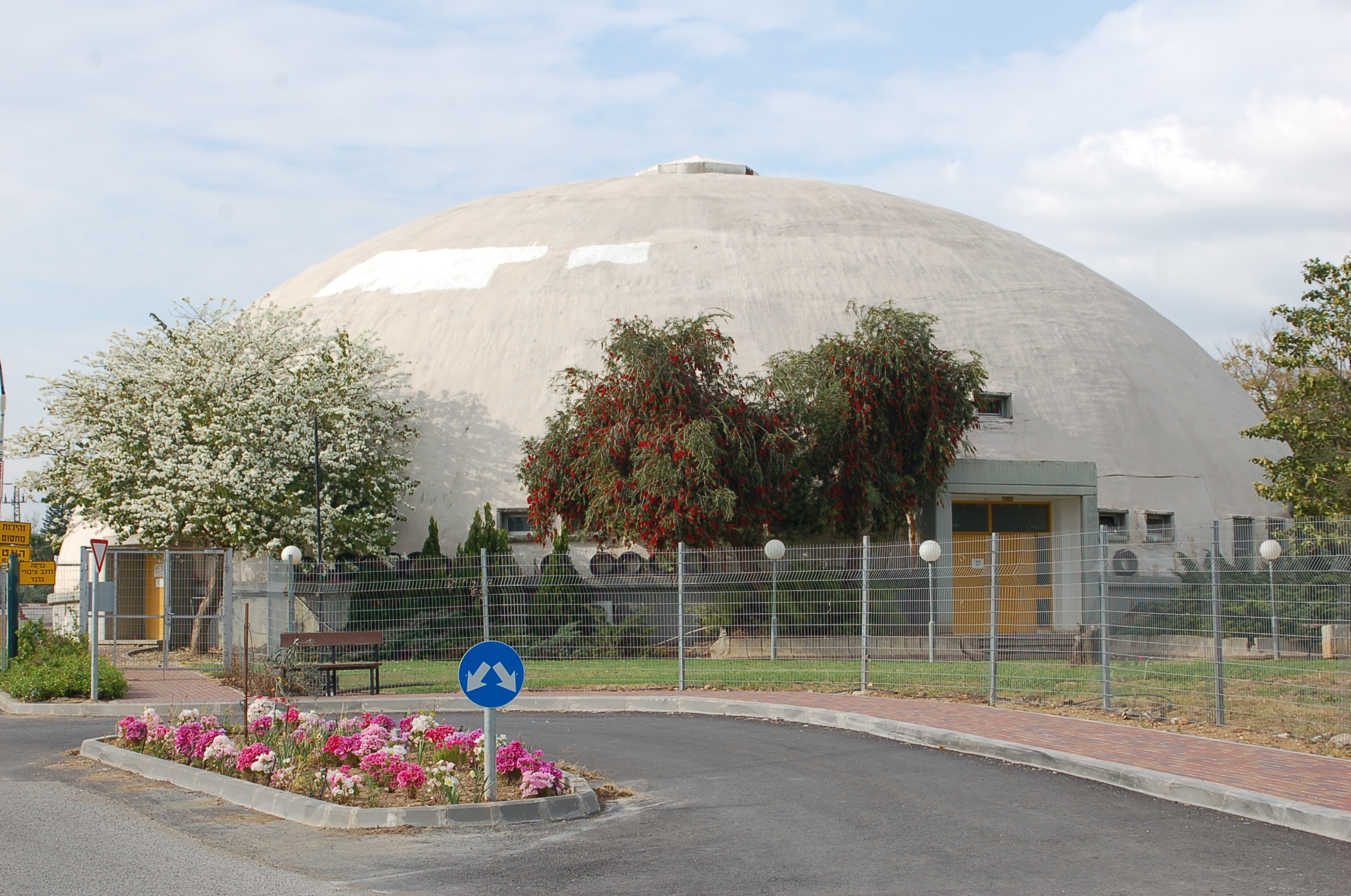
Монолітний купол-оболонка тренажерного залу в кібуці Дафна (Верхня Галілея, Ізраїль)

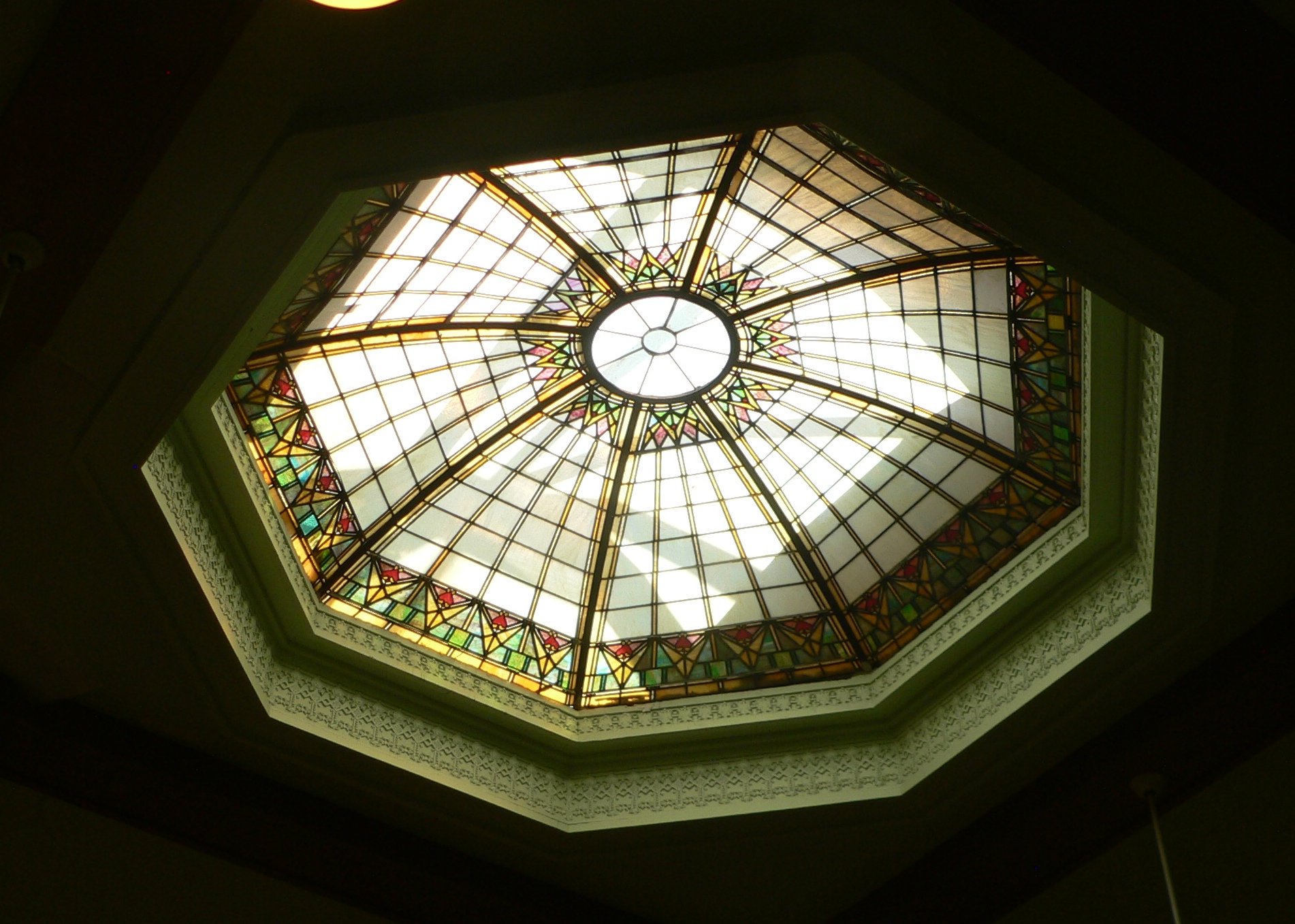
Ребристий купол будівлі окружного суду у Лейк Ендсі (Південна Дакота, США)

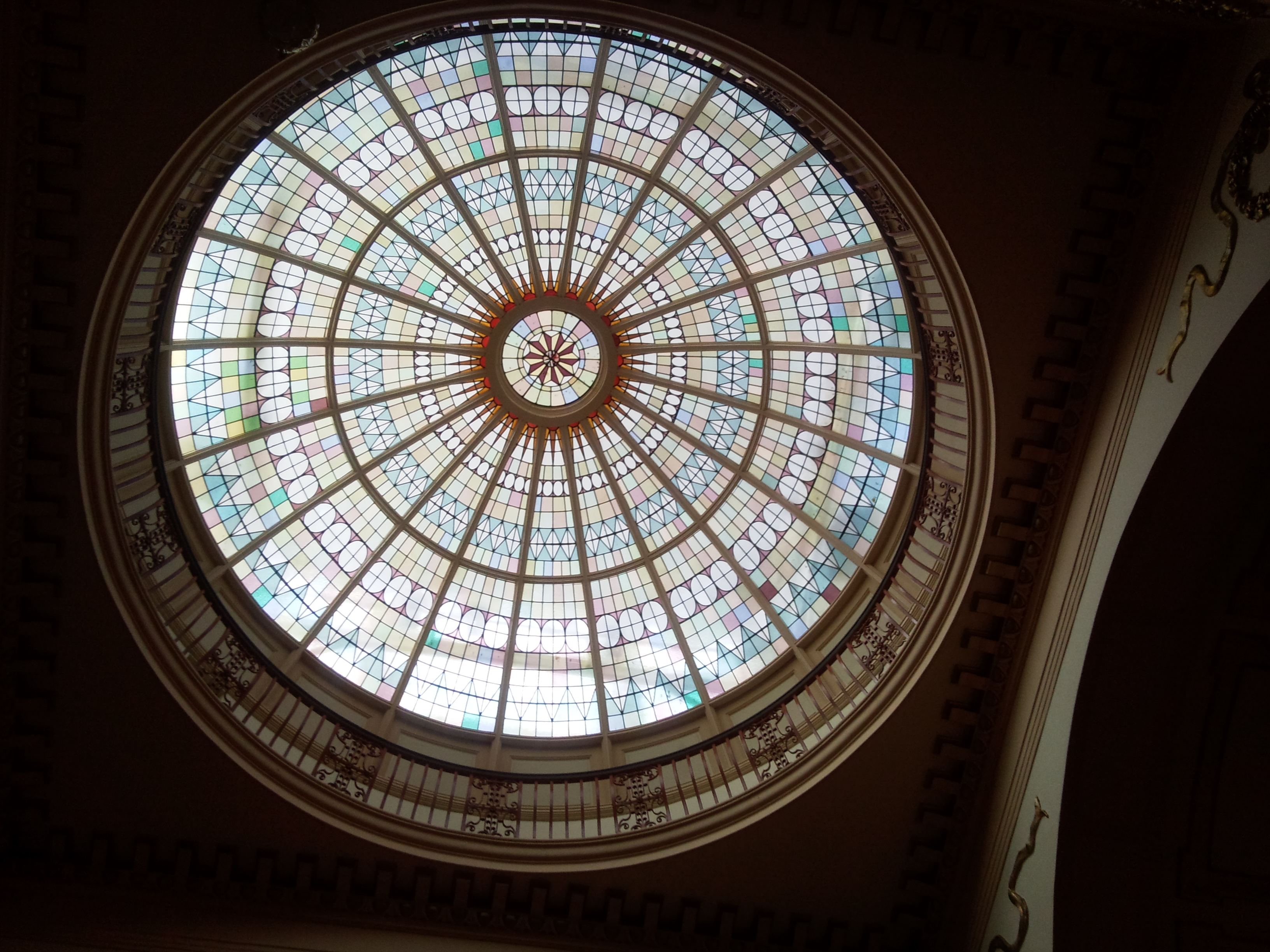
Ребристо-кільцевий купол будівлі у Саутенд-он-Сі (Велика Британія)

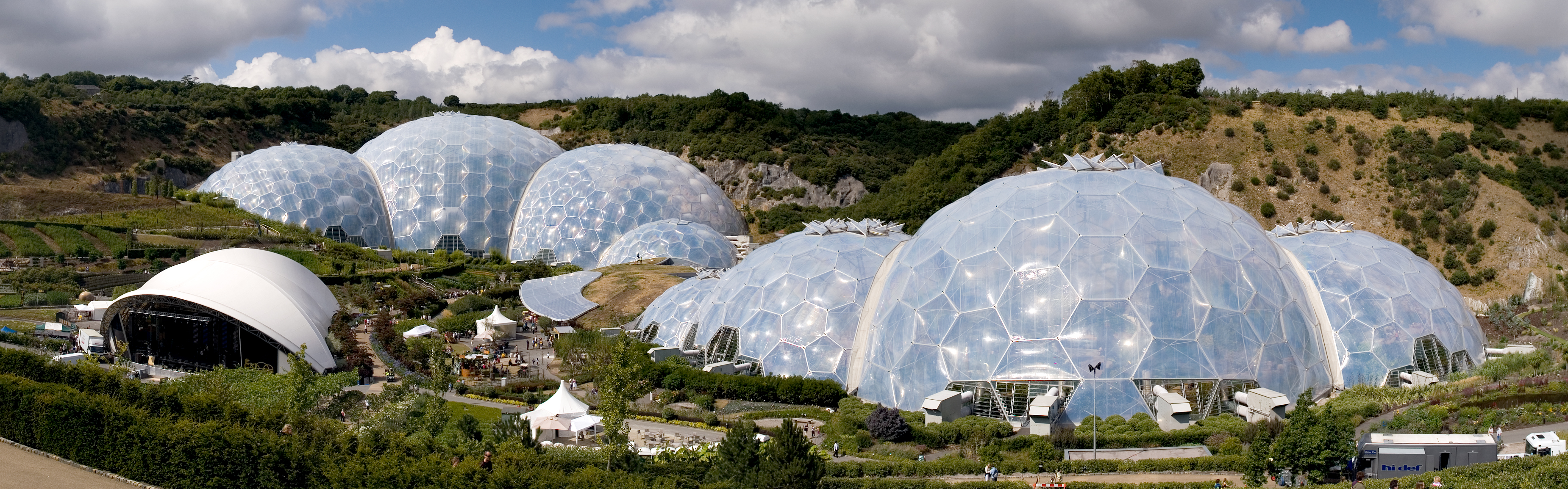
Куполи, виконані за сітчастою структурою для Проєкту Едем у графстві Корнуол (Велика Британія)

Купольні конструкції характеризуються великою різноманітністю конструктивних рішень, об'ємно-просторових форм та пов'язаних з ними технологій спорудження, що забезпечило їх широке застосування на об'єктах промислового, цивільного та сільськогосподарського призначення за різних кліматичних умов.

### Класифікація куполів за конструктивними ознаками
За конструктивними ознаками куполи поділяються на поясні, куполи-оболонки (суцільні), ребристі, ребристо-кільцеві, сітчасті та пластинчасті.

#### Поясний купол
Поясний купол відрізняється від «справжнього купола» тим, що він складається з окремих горизонтальних шарів. Кожен наступний шар трохи виступає над попереднім і підтримується консоллю, в самому верху сходячись до центру. Прикладом такого купола є скарбниця Атрея (висота 13,5 м, діаметр 14,5 м).

#### Купол-оболонка
Поверхня купола-оболонки утворюється в результаті обертання навколо вертикальної осі меридіональної твірної у формі кола, еліпса чи параболи або їх комбінацій. Куполи-оболонки переважно споруджують за монолітною або збірно-монолітною технологіями з бетону, залізобетону або фібробетону.

#### Ребристий купол
Ребристі куполи складаються з окремих плоских ребер, розташованих радіально, верхні пояси яких утворюють поверхню купола. Якщо ребра є прямими, то утворюються пірамідальні або конічні куполи. Ребристі куполи належать до розпірних конструкцій. Зусилля від розпирання може сприйматись конструкцією фундаменту, стін або спеціальним опорним кільцем. Опорне кільце у плані має форму кола (за великої густоти ребер) або многокутника з жорсткими або шарнірними сполученнями на кутах. Між ребрами зазвичай вкладаються спеціальні настили або покриття мембранного типу.

#### Ребристо-кільцевий купол
При додаванні до ребристої конструкції купола додаткових кільцевих прогонів приводить до утворення ребристо-кільцевої схеми. У цьому випадку кільця працюють не лише на місцевий згин від навантаження покрівлі, але і сприймають нормальні зусилля від ребер купола, а для випадку жорсткого спряження кілець з ребрами — і згинальні моменти. Через малу жорсткість кілець і ребер у дотичних до поверхні купола площинах у розрахункових схемах впливом жорсткості вузлів нехтують і вважають що кільця з ребрами сполучені шарнірами.

#### Ребристо-кільцева конструкція із в'язями
Ребристо-кільцева конструкція із в'язями є подальший крок у збільшення жорсткості попередньої конструкції шляхом уведення у неї розкосів між ребрами.

#### Сітчастий купол
Еволюція конструкцій куполів йшла шляхом збільшенням кількості в'язей у напрямку збільшення рівномірності розподілу матеріалу а значить і зусиль по поверхні купола. Створення у XIX ст. металевих куполів Феппля і Шведлера, ознаменувало появу нового типу куполів, що згодом отримали назву сітчастих.
Купол Феппля — статично визначена система, причому лише при непарній кількості сторін система є геометрично стійкою. Купол Шведлера також є статично визначеною системою при відкритому кільці на вершині. Перший купол, діаметром 60 м було споруджено у Відні в 1874 році, і надалі ця конструкція набула значного поширення.
Надалі розвиток сітчастих куполів йшов у напрямі розроблення різноманітних способів розчленування поверхонь на конструктивні елементи (стержні, панелі) для формування тримального каркаса купола. Тут переважають два напрями:
- меридіональне розрізання поверхні обертання;
- застосування правильних многокутників, вписаних у сферичну поверхню.

Останній тип куполів ще називають геодезичними. Сітчасті конструкції куполів є найекономічнішими за витратами матеріалу внаслідок рівномірнішого розподілу навантажень по поверхні оболонки.

#### Пластинчастий купол
Пластинчасті куполи складаються з металевих пластин (панелей), що мають штамповані ребра жорсткості і сполучаються між собою по контуру зварюванням або кріпильними елементами.

### Класифікація куполів за формою

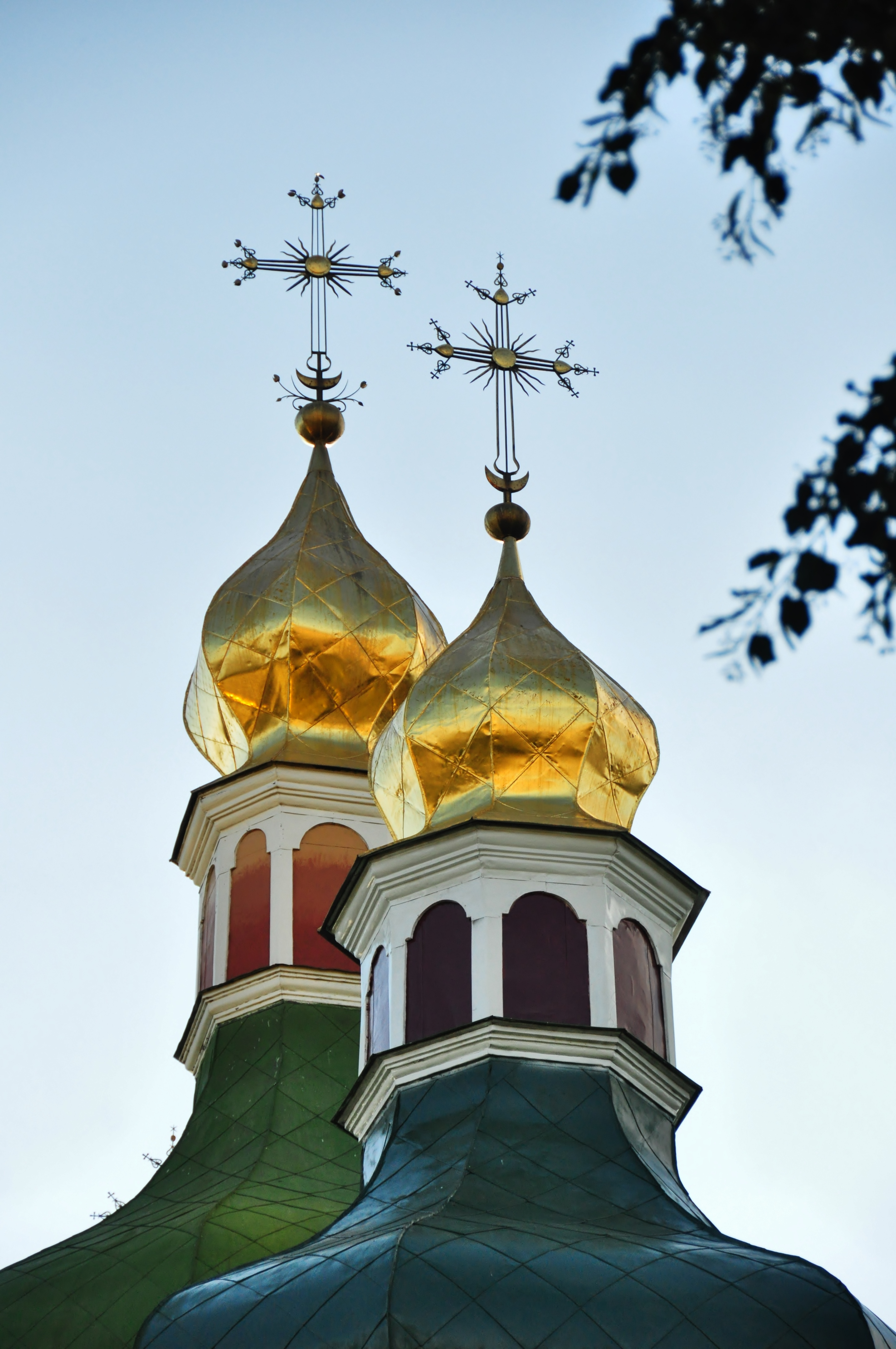
Куполи-маківки на Святомиколаївському соборі в Ніжині

#### Купол-маківка
Купол-маківка має опуклу форму з плавним загостренням до вершині, схожу на голівку маку. Найчастіше такі куполи застосовуються в Росії, Туреччині, Індії і на Середньому Сході.[джерело?] Куполи такої форми найчастіше використовують у будівництві храмів російської православної церкви. Такі куполи мають більший діаметр, ніж основа, на якій вони встановлені, а їх висота зазвичай перевищує ширину.[джерело?] Доволі багато подібних куполів і на українських церквах — як православних, так і греко-католицьких.

#### Овальний купол

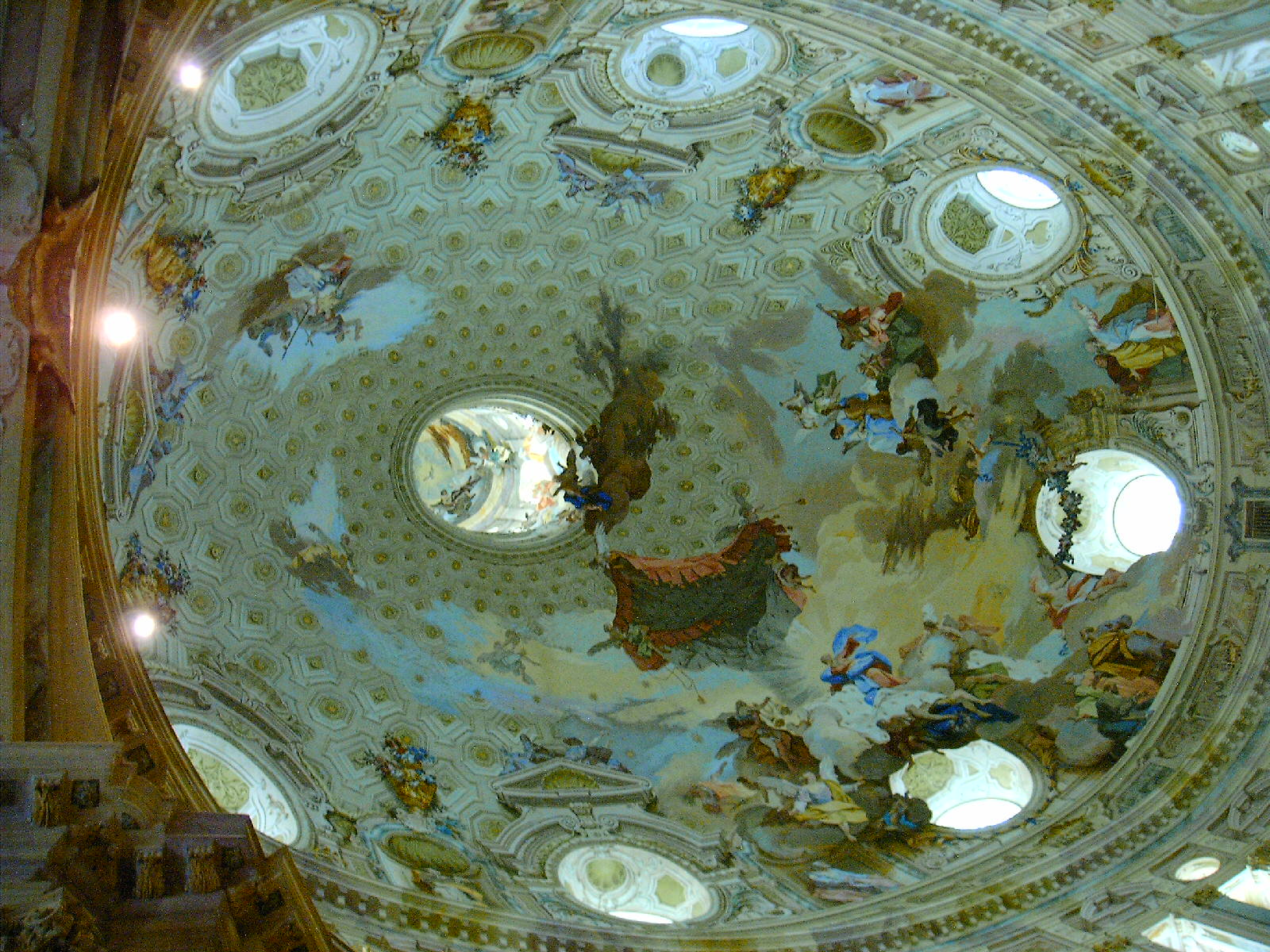
Овальний купол

Овальні куполи є частиною архітектури бароко. Сама назва походить від латинського слова ovum, що означає яйце. Найчастіше овальні куполи пов'язують з іменами архітекторів Лоренцо Берніні і Франческо Борроміні, проте перший овальний купол бароко був побудований Джакомо да Віньола для церкви Сант'Андреа-ін-Віа-Фламіні (званої також Сант'Андреа-дель-Віньола). Будівництво замовив папа Юлій III в 1552, а завершилося воно наступного року. Найбільший овальний купол побудував у Вікофорте архітектор Франческо Галло.

#### Полігональний купол

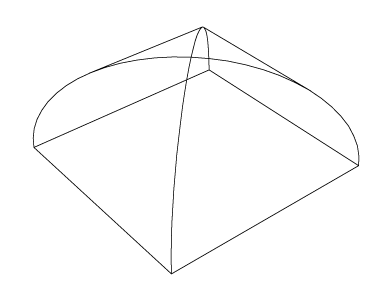
Полігональний купол

Горизонтальні перерізи полігональних куполів являють собою багатокутники. Одним з найвідоміших прикладів таких куполів є восьмикутний купол собору Санта-Марія-дель-Фйоре у Флоренції, зведений Філіппо Брунеллескі.

#### Вітрильний купол

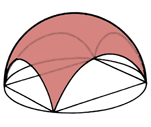
Вітрильний купол

Також звані візантійськими банями, вітрильні куполи нагадують за формою вітрило, основи якого не просто утворюють арки для підтримки купола над ним, а сходяться до центру простору, таким чином самі утворюючи купол. Такі куполи схожі на квадратне вітрило, закріплене знизу в чотирьох кутах, яке вітер піддуває знизу.

#### Купол-блюдце

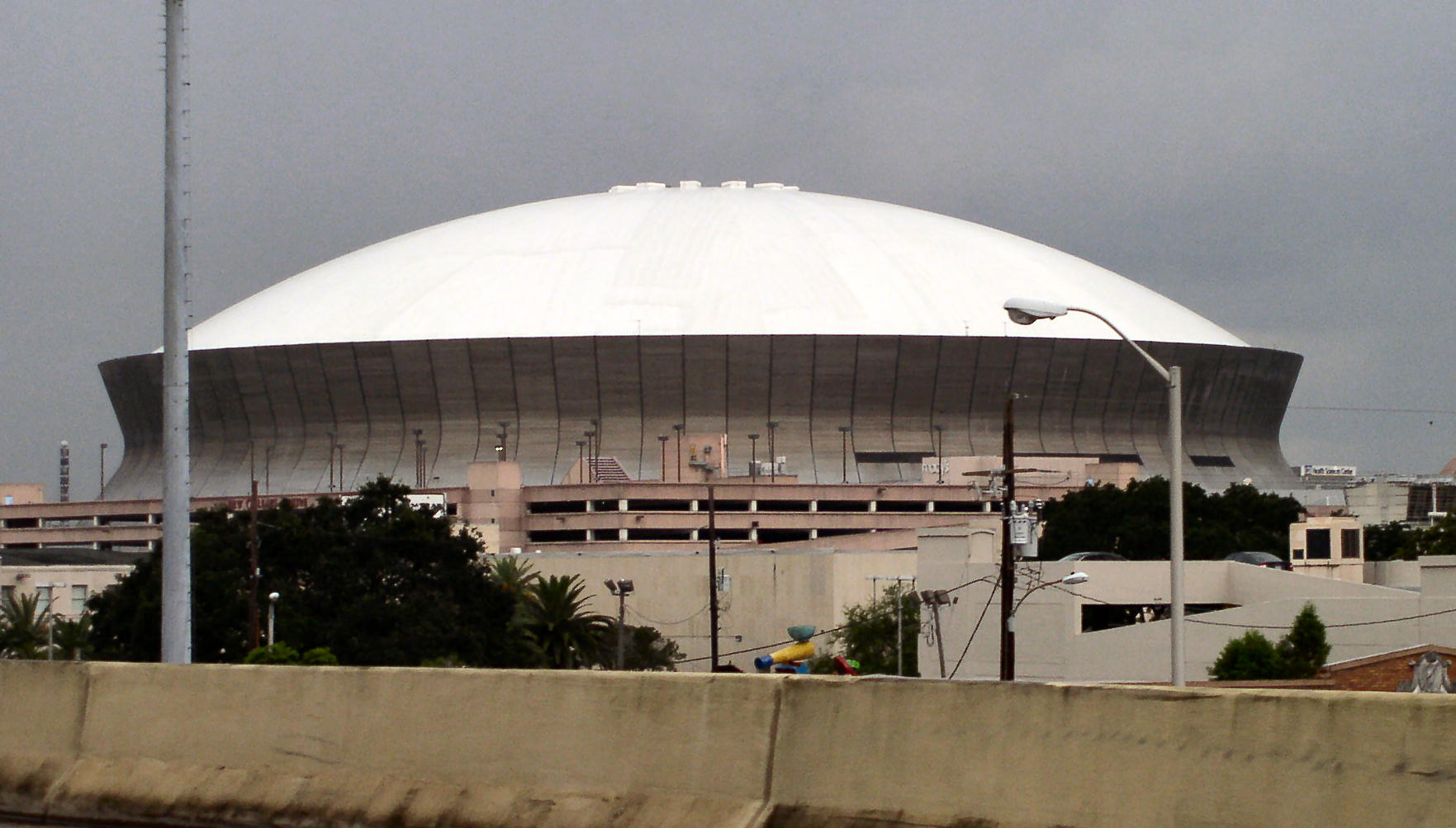
Великий купол-блюдце

Купол-блюдце за формою нагадує фрагмент сферичної поверхні в межах малих тілесних кутів, і характеризується малим кутом між радіально проведеними горизонталлю і дотичною до поверхні біля основи. Геометрично, горизонтальний переріз таких куполів є колом, а вертикальний — сектор кола (тобто його частина). Куполи-блюдця є нижчими від інших видів куполів. Багато з найбільших куполів, мають саме таку форму.
Куполи-блюдця здобули популярність у XVIII столітті, і залишаються популярними донині. Найчастіше їх використовують як елемент внутрішнього дизайну приміщення і розташовують в просторі горищних приміщень. У цьому випадку купол виявляється не видимим ззовні, а всередині створює відчуття збільшеного простору. Часто, такі куполи прикрашають орнаментами або фресками.
Такі куполи іноді використовували при зведенні візантійських церков і османських мечетей. Більшість мечетей Індії, Пакистану, Ірану та Афганістану покриті куполом-блюдцем.

#### Купол-парасолька

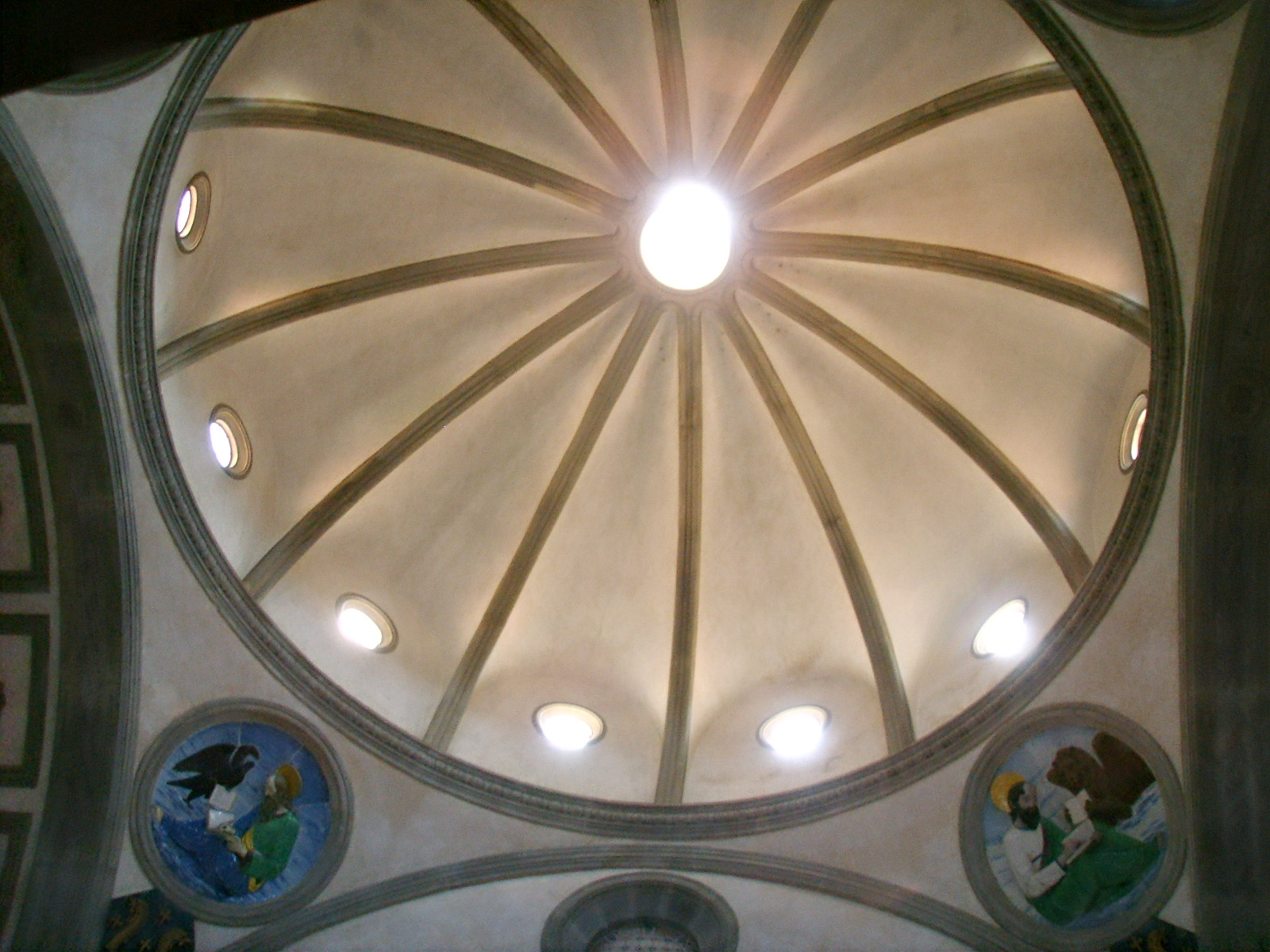
Купол-парасолька

Куполи-парасольки розділені на сегменти ребрами, що розходяться від центра до основи купола. Матеріал між ребрами розташований у формі арок, які передають вертикальне навантаження на ребра. Центральний купол Софійського собору у Константинополі побудований за такою схемою, що дозволило архітекторові розташувати вітражі між ребрами, встановленими на основі купола. Головний купол собору Святого Петра також має таку форму.

### Інші види класифікації куполів
Куполи також класифікують:
- за стрілою підняття: високі при висоті підняття 0,5…0,2 від діаметра і пологі при висоті підняття меншій за 0,2 від діаметра;
- за технологією спорудження: монолітні, збірно-монолітні і збірні;
- за матеріалами виготовлення: металеві (сталь, алюмінієві сплави), залізобетонні, бетонні, кам'яні, дерев'яні, пластмасові та з плівкових матеріалів.

## Купол у релігії
Куполи займають важливе місце в християнської і мусульманської архітектури. Більшість православних церков і мусульманських мечетей, а також багато католицьких соборів увінчані куполами. Для багатьох віровчень купол має символічне значення. Так, у православ'ї купол є образом небес, він прикрашається образами Царства Небесного, Бога і ангелів.

## Відомі купольні конструкції

### Куполи-рекордсмени за розміром
| Роки лідерства                     | Діаметр                  | Назва                                                                       | Місцезнаходження                         | Творець                                                                             | Примітки |
| ---------------------------------- | ------------------------ | --------------------------------------------------------------------------- | ---------------------------------------- | ----------------------------------------------------------------------------------- | --- |
| 1250 рік до н. е. — I ст. до н. е. | 14,5 м                   | Скарбниця Атрея                                                             | Мікени, Греція                           | Мікенська цивілізація                                                               | Поясний купол. Гробниця. Руїни.                                                                                                |
| I ст. до н. е. — 19 рік до н. е.   | 21,5 м                   | Храм Меркурія (англ. Temple of Mercury)                                     | Бая, Італія                              | Римська імперія                                                                     | Перший монументальний купол. Напівзруйнований.                                                                                 |
| 19 рік до н. е. — поч. II ст н. е. | 25,0 м                   | Терми Агріппи (лат. Thermae Agrippae)                                       | Рим, Італія                              | Римська імперія, Марк Віпсаній Агріппа                                              | Перші терми у Римі, де використано купол для головної будівлі. Залишки споруди.                                                |
| Поч. II ст. н. е. — 128 рік        | 30,0 м (не повний купол) | Терми Траяна                                                                | Рим, Італія                              | Римська імперія, Марк Віпсаній Агріппа                                              | Напівкупол. Руїни. |
| 128—1436                           | 43,4 м                   | Пантеон                                                                     | Рим, Італія                              | Римська імперія, Марк Віпсаній Агріппа, реконструкція (126 р.) імп. Адріана         | Найбільший у світі (до теперішніх часів) неармований бетонний купол в світі. Зберігся.                                         |
| 1436—1881                          | 45 м* або 43 м**         | Санта-Марія-дель-Фйоре                                                      | Флоренція, Італія                        | Архієпархія Флоренції, архітектор Філіппо Брунеллескі                               | Найбільший у світі (до теперішніх часів) купол з цегляної кладки на вапняковому розчині                                        |
| 1881—1902                          | 46,9 м* або 44,2 м**     | Королівський шпиталь у Девонширі                                            | Бакстон, Велика Британія                 | Cotton Famine Relief Fund, архітектор Роберт Дюк                                    | |
| 1902—1913                          | 59,45 м                  | Вест-Баден-Спрінгс                                                          | Вест-Баден-Спрінгс, Індіана, США         | Lee Wiley Sinclair, архітектор Гаррісон Олбрайт                                     | Купол зі скла і сталі. Відреставрований (2007)                                                                                 |
| 1913-1930                          | 65,0 м                   | Зала Століття                                                               | Вроцлав, Польща                          | Німецький Рейх, архітектор Макс Берґ                                                | Купол із залізобетону. Входить у Список об'єктів Світової спадщини ЮНЕСКО                                                      |
| 1930-1944                          | 65,8 м                   | Стара будівля Лейпцизького ярмарку, тепер, зала багатоцільового призначення | Лейпциг, Німеччина                       | Німецький Рейх, архітектор Губерт Ріхтер                                            | Купол із залізобетону. |
| 1944-1955                          | 71 м                     | Купол Ельфо німецький бункер передстартового підготовлення ракет Фау-2      | Візерн, Франція                          | Третій Рейх, архітектор Вернер Флосс                                                | Залізобетонна конструкція. Відреставрований (1997). Музейний комплекс присвячений окупації Франції і програмі «зброї відплати» |
| 1955-1957                          | 101,5 м                  | Багатоцільова арена Bojangles' Coliseum                                     | Шарлотт, США                             | архітектурний проєкт A.G. Odell та Associates of Charlotte                          | Купол з конструкційної сталі. Реконструйовано (1988) і розширено (1992)                                                        |
| 1957-1965                          | 109 м                    | Белградський Ярмарок — Зала 1                                               | Белград, Сербія                          | Югославія, архітектори Бранко Жежель і Мілорад Пантовіч                             | Найбільший у світі купол з попередньо напруженого бетону                                                                       |
| 1965-1992                          | 216,4 м                  | NRG Астродом                                                                | Х'юстон, Техас, США                      | Архітектурний проєкт Hermon Lloyd & W.B. Morgan та Wilson, Morris, Crain & Anderson | Перший у світі стадіон під куполоподібним дахом.                                                                               |
| 1992-1999                          | 256 м                    | Стадіон «Купол Джорджії» (англ. Georgia Dome)                               | Атланта, США                             | Архітектурний проєкт Heery International; Rosser FABRAP International та Tvsdesign  | Конструкція типу тенсегріті (від англ. tensional integrity — сполучення з використанням елементів, що працюють на розтяг)      |
| 1999—                              | 365 м                    | Купол тисячоліття (англ. Millennium Dome) O2 Арени                          | Гринвіч, Великий Лондон, Велика Британія | Архітектор Річард Роджерс                                                           | Сталь і напружена тканина |

Примітки до таблиці
* діаметр кола, описаного навколо многокутника основи;
** діаметр кола, вписаного у многокутник основи.